# Žerjavinec
Žerjavinec is een plaats in de gemeente Zagreb in de Kroatische provincie Stad Zagreb. De plaats telt 537 inwoners (2001).